# Grand Prix Stuttgart & Region 2024
La 2e édition du Grand Prix Stuttgart & Region (officiellement Women's Cycling Grand Prix Stuttgart & Region) a eu lieu le 15 septembre 2024. Elle fait partie du calendrier UCI en catégorie 1.Pro. Elle est remportée par l'Italienne Eleonora Gasparrini.

## Équipes
| UCI Women's WorldTeams (10)- Canyon-SRAM Racing - Ceratizit-WNT Pro Cycling - Fenix-Deceuninck - Human Powered Health - Lidl-Trek - Movistar Team - Roland - Team Visma \| Lease a Bike - UAE Team ADQ - Uno-X Mobility Équipes féminines continentales (7)- Bepink-Bongioanni - Hess Cycling Team - Komugi-Grand Est - LKT Team - Maxx-Solar Rose Women Racing - Team Coop-Repsol - VolkerWessels Équipe féminines amateur (2)- Team Stuttgart (Women) - Wheel Divas |
| |

## Récit de la course
La formation UAE Team ADQ contrôle le peloton en début de course. Une échappée se forme avec Dominika Włodarczyk, Floortje Mackaij et Eva van Agt. Elles sont repris avant les soixante kilomètres de la ligne. Anneke Dijkstra sort avec Marta Lach à vingt kilomètres de l'arrivée. Quand elles sont reprises, Włodarczyk, Mareille Meijering et Justyna Czapla contrent. Mais le peloton se reforme. Dans le dernier kilomètre, Mackaij attaque, mais la course se conclut au sprint avec la victorie d'Eleonora Gasparrini.

## Classements

### Classement final
| \| Classement général \| Classement général \| Classement général \| Classement général \| Classement général \| \| Coureuse \| Coureuse \| Pays \| Équipe \| Temps \| \| ------------------ \| ------------------------- \| ------------------ \| -------------------------- \| ------------------ \| \| 1re \| Eleonora Gasparrini \| Italie \| UAE Team ADQ \| 2 h 53 min 26 s \| \| 2e \| Lieke Nooijen \| Pays-Bas \| Team Visma \\| Lease a Bike \| + 0 s \| \| 3e \| Mareille Meijering \| Pays-Bas \| Movistar Team \| + 0 s \| \| 4e \| Maria Giulia Confalonieri \| Italie \| Uno-X Mobility \| + 2 s \| \| 5e \| Marta Lach \| Pologne \| Ceratizit-WNT Pro Cycling \| + 2 s \| \| 6e \| Dominika Włodarczyk \| Pologne \| UAE Team ADQ \| + 2 s \| \| 7e \| Cat Ferguson \| Royaume-Uni \| Movistar Team \| + 2 s \| \| 8e \| Margot Vanpachtenbeke \| Belgique \| VolkerWessels \| + 2 s \| \| 9e \| Ava Holmgren \| Canada \| Lidl-Trek \| + 2 s \| \| 10e \| Eline Jansen \| Pays-Bas \| VolkerWessels \| + 2 s \| |                           |             |                            |                 |
| |                           |             |                            |                 |
| Source : ProCyclingStats |                           |             |                            |                 |
| Classement général |                           |             |                            |                 |
| Coureuse | Coureuse                  | Pays        | Équipe                     | Temps           |
| 1re | Eleonora Gasparrini       | Italie      | UAE Team ADQ               | 2 h 53 min 26 s |
| 2e | Lieke Nooijen             | Pays-Bas    | Team Visma \| Lease a Bike | + 0 s           |
| 3e | Mareille Meijering        | Pays-Bas    | Movistar Team              | + 0 s           |
| 4e | Maria Giulia Confalonieri | Italie      | Uno-X Mobility             | + 2 s           |
| 5e | Marta Lach                | Pologne     | Ceratizit-WNT Pro Cycling  | + 2 s           |
| 6e | Dominika Włodarczyk       | Pologne     | UAE Team ADQ               | + 2 s           |
| 7e | Cat Ferguson              | Royaume-Uni | Movistar Team              | + 2 s           |
| 8e | Margot Vanpachtenbeke     | Belgique    | VolkerWessels              | + 2 s           |
| 9e | Ava Holmgren              | Canada      | Lidl-Trek                  | + 2 s           |
| 10e | Eline Jansen              | Pays-Bas    | VolkerWessels              | + 2 s           |

### Points UCI
| Position           | 1er | 2e  | 3e  | 4e  | 5e | 6e | 7e | 8e | 9e | 10e | 11e | 12e | 13e | 14e | 15e | 16e à 25e |
| Classement général | 200 | 150 | 125 | 100 | 85 | 70 | 60 | 50 | 40 | 35  | 30  | 25  | 20  | 15  | 10  | 5         |

## Liste des participantes
| Roland CGS | Roland CGS                   | Roland CGS |
| ---------- | ---------------------------- | ---------- |
| Num        | Coureuse                     | Pos        |
| 1          | Natalie Grinczer (GBR)       | 79e        |
| 2          | Tamara Dronova (RUS) (route) | 46e        |
| 3          | Maggie Coles-Lyster (CAN)    | 80e        |
| 4          | Sylvie Swinkels (NED)        | 68e        |

| Canyon-SRAM Racing CSR | Canyon-SRAM Racing CSR    | Canyon-SRAM Racing CSR |
| ---------------------- | ------------------------- | ---------------------- |
| Num                    | Coureuse                  | Pos                    |
| 11                     | Tiffany Cromwell (AUS)    | 15e                    |
| 12                     | Zoe Bäckstedt (GBR)       | 48e                    |
| 13                     | Alex Morrice (GBR)        | 86e                    |
| 14                     | Jule Märkl (GER)          | 98e                    |
| 15                     | Justyna Czapla (GER)      | 32e                    |
| 16                     | Anastasiya Kolesava (BLR) | 20e                    |

| Ceratizit-WNT Pro Cycling WNT | Ceratizit-WNT Pro Cycling WNT | Ceratizit-WNT Pro Cycling WNT |
| ----------------------------- | ----------------------------- | ----------------------------- |
| Num                           | Coureuse                      | Pos                           |
| 21                            | Laura Asencio (FRA)           | 52e                           |
| 22                            | Franziska Brauße (GER)        | 43e                           |
| 23                            | Lana Eberle (GER)             | 91e                           |
| 24                            | Marta Lach (POL)              | 5e                            |
| 25                            | Kathrin Schweinberger (AUT)   | 13e                           |
| 26                            | Lea Lin Teutenberg (GER)      | 42e                           |

| Fenix-Deceuninck FED | Fenix-Deceuninck FED | Fenix-Deceuninck FED |
| -------------------- | -------------------- | -------------------- |
| Num                  | Coureuse             | Pos                  |
| 32                   | Evy Kuijpers (NED)   | 39e                  |
| 33                   | Flora Perkins (GBR)  | 14e                  |
| 34                   | Millie Couzens (GBR) | 24e                  |
| 35                   | Olha Kulynych (UKR)  | 54e                  |
| 36                   | Petra Stiasny (SUI)  | 75e                  |

| Human Powered Health HPH | Human Powered Health HPH | Human Powered Health HPH |
| ------------------------ | ------------------------ | ------------------------ |
| Num                      | Coureuse                 | Pos                      |
| 41                       | Giada Borghesi (ITA)     | 25e                      |
| 42                       | Ruth Edwards (USA)       | 34e                      |
| 43                       | Henrietta Christie (NZL) | 49e                      |
| 44                       | Romy Kasper (GER)        | 41e                      |
| 45                       | Lily Williams (USA)      | 40e                      |
| 46                       | Silvia Zanardi (ITA)     | 12e                      |

| Lidl-Trek LTK | Lidl-Trek LTK                   | Lidl-Trek LTK |
| ------------- | ------------------------------- | ------------- |
| Num           | Coureuse                        | Pos           |
| 51            | Elynor Bäckstedt (GBR)          | 50e           |
| 52            | Brodie Chapman (AUS)            | 22e           |
| 53            | Ava Holmgren (CAN)              | 9e            |
| 54            | Lisa Klein (GER)                | 45e           |
| 55            | Amanda Spratt (AUS)             | 30e           |
| 56            | Felicity Wilson-Haffenden (AUS) | AB            |

| Movistar Team MOV | Movistar Team MOV          | Movistar Team MOV |
| ----------------- | -------------------------- | ----------------- |
| Num               | Coureuse                   | Pos               |
| 61                | Olivia Baril (CAN) (route) | 17e               |
| 62                | Cat Ferguson (GBR)         | 7e                |
| 63                | Floortje Mackaij (NED)     | 11e               |
| 64                | Mareille Meijering (NED)   | 3e                |
| 65                | Paula Patiño (COL) (route) | 31e               |
| 66                | Claire Steels (GBR)        | 26e               |

| Team Visma \| Lease a Bike TVL | Team Visma \| Lease a Bike TVL | Team Visma \| Lease a Bike TVL |
| ------------------------------ | ------------------------------ | ------------------------------ |
| Num                            | Coureuse                       | Pos                            |
| 71                             | Eva van Agt (NED)              | 36e                            |
| 72                             | Nienke Veenhoven (NED)         | 53e                            |
| 73                             | Carlijn Achtereekte (NED)      | 56e                            |
| 74                             | Rosita Reijnhout (NED)         | 29e                            |
| 75                             | Mijntje Geurts (NED)           | 38e                            |
| 76                             | Lieke Nooijen (NED)            | 2e                             |

| UAE Team ADQ UAD | UAE Team ADQ UAD                  | UAE Team ADQ UAD |
| ---------------- | --------------------------------- | ---------------- |
| Num              | Coureuse                          | Pos              |
| 81               | Hannah Kunz (GER)                 | 67e              |
| 82               | Eleonora Gasparrini (ITA)         | 1re              |
| 83               | Dominika Włodarczyk (POL) (route) | 6e               |
| 84               | Beatrice Caudera (ITA)            | 97e              |
| 85               | Erica Magnaldi (ITA)              | 18e              |
| 86               | Safia Al Sayegh (UAE) (route)     | AB               |

| Uno-X Mobility UXM | Uno-X Mobility UXM              | Uno-X Mobility UXM |
| ------------------ | ------------------------------- | ------------------ |
| Num                | Coureuse                        | Pos                |
| 91                 | Anouska Koster (NED)            | 16e                |
| 92                 | Elinor Barker (GBR)             | 37e                |
| 93                 | Katrine Aalerud (NOR)           | NP                 |
| 94                 | Maria Giulia Confalonieri (ITA) | 4e                 |
| 95                 | Rebecca Koerner (DEN) (route)   | 82e                |
| 96                 | Anniina Ahtosalo (FIN) (route)  | 21e                |

| Maxx-Solar Rose Women Racing ___ | Maxx-Solar Rose Women Racing ___ | Maxx-Solar Rose Women Racing ___ |
| -------------------------------- | -------------------------------- | -------------------------------- |
| Num                              | Coureuse                         | Pos                              |
| 101                              | Helena Bieber (GER)              | 47e                              |
| 102                              | Lea Fuchs (SUI)                  | NP                               |
| 103                              | Lydia Wegemund (GER)             | 65e                              |
| 104                              | Lisa Kromm (GER)                 | AB                               |
| 105                              | Selma Lantzsch (GER)             | 72e                              |

| LKT Team LKT | LKT Team LKT               | LKT Team LKT |
| ------------ | -------------------------- | ------------ |
| Num          | Coureuse                   | Pos          |
| 111          | Pia Grünewald (GER)        | 69e          |
| 112          | Karoline Goldschmidt (GER) | 66e          |
| 113          | Hanna Dopjans (GER)        | 89e          |
| 114          | Olivia Schoppe (GER)       | 90e          |
| 115          | Victoria Stelling (GER)    | AB           |

| Team Coop-Repsol HPU | Team Coop-Repsol HPU          | Team Coop-Repsol HPU |
| -------------------- | ----------------------------- | -------------------- |
| Num                  | Coureuse                      | Pos                  |
| 121                  | April Tacey (GBR)             | 83e                  |
| 122                  | India Grangier (FRA)          | 23e                  |
| 123                  | Sigrid Ytterhus Haugset (NOR) | 27e                  |
| 124                  | Camilla Rånes Bye (NOR)       | 64e                  |
| 125                  | Stina Kagevi (SWE)            | 44e                  |
| 126                  | Magdalene Lind (NOR)          | 55e                  |

| Bepink-Bongioanni BPK | Bepink-Bongioanni BPK       | Bepink-Bongioanni BPK |
| --------------------- | --------------------------- | --------------------- |
| Num                   | Coureuse                    | Pos                   |
| 131                   | Monica Trinca Colonel (ITA) | 33e                   |
| 132                   | Beatrice Pozzobon (ITA)     | 62e                   |
| 133                   | Vittoria Grassi (ITA)       | 58e                   |
| 134                   | Carmela Cipriani (ITA)      | 57e                   |
| 135                   | Linda Ferrari (ITA)         | 77e                   |
| 136                   | Martina Testa (ITA)         | 59e                   |

| Hess Cycling Team HCT | Hess Cycling Team HCT         | Hess Cycling Team HCT |
| --------------------- | ----------------------------- | --------------------- |
| Num                   | Coureuse                      | Pos                   |
| 141                   | Sara Casasola (ITA)           | 63e                   |
| 142                   | Nicole Frain (AUS)            | 73e                   |
| 143                   | Grace Lister (GBR)            | 35e                   |
| 144                   | Alice McWilliam (GBR)         | 61e                   |
| 145                   | Laura Süßemilch (GER)         | 70e                   |
| 146                   | Marjolein van 't Geloof (NED) | 93e                   |

| Team Komugi-Grand Est GEK | Team Komugi-Grand Est GEK | Team Komugi-Grand Est GEK |
| ------------------------- | ------------------------- | ------------------------- |
| Num                       | Coureuse                  | Pos                       |
| 151                       | Anabel Yapura (ARG)       | 87e                       |
| 152                       | Eliška Kvasničková (CZE)  | 76e                       |
| 153                       | Eyeru Tesfoam Gebru (ETH) | 71e                       |
| 154                       | Victoire Joncheray (FRA)  | 60e                       |
| 155                       | Ségolène Thomas (FRA)     | 78e                       |
| 156                       | Charlotte Allard (FRA)    | 84e                       |

| VolkerWessels VWT | VolkerWessels VWT           | VolkerWessels VWT |
| ----------------- | --------------------------- | ----------------- |
| Num               | Coureuse                    | Pos               |
| 161               | Marieke Meert (BEL)         | AB                |
| 162               | Anne Knijnenburg (NED)      | 19e               |
| 163               | Laura Molenaar (NED)        | 28e               |
| 164               | Margot Vanpachtenbeke (BEL) | 8e                |
| 165               | Eline Jansen (NED)          | 10e               |
| 166               | Anneke Dijkstra (NED)       | 51e               |

| Wheel Divas ___ | Wheel Divas ___        | Wheel Divas ___ |
| --------------- | ---------------------- | --------------- |
| Num             | Coureuse               | Pos             |
| 181             | Sarah Bärnthaler (AUT) | AB              |
| 182             | Aline Barre (GER)      | AB              |
| 183             | Inka Tulowitzki (GER)  | 74e             |
| 184             | Lara Röhrich (GER)     | AB              |
| 185             | Fenja Gerpott (GER)    | 81e             |

| Team Stuttgart (Women) ___ | Team Stuttgart (Women) ___ | Team Stuttgart (Women) ___ |
| -------------------------- | -------------------------- | -------------------------- |
| Num                        | Coureuse                   | Pos                        |
| 191                        | Elisabeth Brandau (GER)    | 96e                        |
| 192                        | Janine Schneider (GER)     | 92e                        |
| 193                        | Sandra Geyer (GER)         | 94e                        |
| 194                        | Annika Schelb (GER)        | 95e                        |
| 195                        | Amelie Zimmermann (GER)    | 88e                        |
| 196                        | Noemi Berliner (GER)       | 85e                        |

| Roland CGS | Roland CGS                   | Roland CGS |
| ---------- | ---------------------------- | ---------- |
| Num        | Coureuse                     | Pos        |
| 1          | Natalie Grinczer (GBR)       | 79e        |
| 2          | Tamara Dronova (RUS) (route) | 46e        |
| 3          | Maggie Coles-Lyster (CAN)    | 80e        |
| 4          | Sylvie Swinkels (NED)        | 68e        |

| Canyon-SRAM Racing CSR | Canyon-SRAM Racing CSR    | Canyon-SRAM Racing CSR |
| ---------------------- | ------------------------- | ---------------------- |
| Num                    | Coureuse                  | Pos                    |
| 11                     | Tiffany Cromwell (AUS)    | 15e                    |
| 12                     | Zoe Bäckstedt (GBR)       | 48e                    |
| 13                     | Alex Morrice (GBR)        | 86e                    |
| 14                     | Jule Märkl (GER)          | 98e                    |
| 15                     | Justyna Czapla (GER)      | 32e                    |
| 16                     | Anastasiya Kolesava (BLR) | 20e                    |

| Ceratizit-WNT Pro Cycling WNT | Ceratizit-WNT Pro Cycling WNT | Ceratizit-WNT Pro Cycling WNT |
| ----------------------------- | ----------------------------- | ----------------------------- |
| Num                           | Coureuse                      | Pos                           |
| 21                            | Laura Asencio (FRA)           | 52e                           |
| 22                            | Franziska Brauße (GER)        | 43e                           |
| 23                            | Lana Eberle (GER)             | 91e                           |
| 24                            | Marta Lach (POL)              | 5e                            |
| 25                            | Kathrin Schweinberger (AUT)   | 13e                           |
| 26                            | Lea Lin Teutenberg (GER)      | 42e                           |

| Fenix-Deceuninck FED | Fenix-Deceuninck FED | Fenix-Deceuninck FED |
| -------------------- | -------------------- | -------------------- |
| Num                  | Coureuse             | Pos                  |
| 32                   | Evy Kuijpers (NED)   | 39e                  |
| 33                   | Flora Perkins (GBR)  | 14e                  |
| 34                   | Millie Couzens (GBR) | 24e                  |
| 35                   | Olha Kulynych (UKR)  | 54e                  |
| 36                   | Petra Stiasny (SUI)  | 75e                  |

| Human Powered Health HPH | Human Powered Health HPH | Human Powered Health HPH |
| ------------------------ | ------------------------ | ------------------------ |
| Num                      | Coureuse                 | Pos                      |
| 41                       | Giada Borghesi (ITA)     | 25e                      |
| 42                       | Ruth Edwards (USA)       | 34e                      |
| 43                       | Henrietta Christie (NZL) | 49e                      |
| 44                       | Romy Kasper (GER)        | 41e                      |
| 45                       | Lily Williams (USA)      | 40e                      |
| 46                       | Silvia Zanardi (ITA)     | 12e                      |

| Lidl-Trek LTK | Lidl-Trek LTK                   | Lidl-Trek LTK |
| ------------- | ------------------------------- | ------------- |
| Num           | Coureuse                        | Pos           |
| 51            | Elynor Bäckstedt (GBR)          | 50e           |
| 52            | Brodie Chapman (AUS)            | 22e           |
| 53            | Ava Holmgren (CAN)              | 9e            |
| 54            | Lisa Klein (GER)                | 45e           |
| 55            | Amanda Spratt (AUS)             | 30e           |
| 56            | Felicity Wilson-Haffenden (AUS) | AB            |

| Movistar Team MOV | Movistar Team MOV          | Movistar Team MOV |
| ----------------- | -------------------------- | ----------------- |
| Num               | Coureuse                   | Pos               |
| 61                | Olivia Baril (CAN) (route) | 17e               |
| 62                | Cat Ferguson (GBR)         | 7e                |
| 63                | Floortje Mackaij (NED)     | 11e               |
| 64                | Mareille Meijering (NED)   | 3e                |
| 65                | Paula Patiño (COL) (route) | 31e               |
| 66                | Claire Steels (GBR)        | 26e               |

| Team Visma \| Lease a Bike TVL | Team Visma \| Lease a Bike TVL | Team Visma \| Lease a Bike TVL |
| ------------------------------ | ------------------------------ | ------------------------------ |
| Num                            | Coureuse                       | Pos                            |
| 71                             | Eva van Agt (NED)              | 36e                            |
| 72                             | Nienke Veenhoven (NED)         | 53e                            |
| 73                             | Carlijn Achtereekte (NED)      | 56e                            |
| 74                             | Rosita Reijnhout (NED)         | 29e                            |
| 75                             | Mijntje Geurts (NED)           | 38e                            |
| 76                             | Lieke Nooijen (NED)            | 2e                             |

| UAE Team ADQ UAD | UAE Team ADQ UAD                  | UAE Team ADQ UAD |
| ---------------- | --------------------------------- | ---------------- |
| Num              | Coureuse                          | Pos              |
| 81               | Hannah Kunz (GER)                 | 67e              |
| 82               | Eleonora Gasparrini (ITA)         | 1re              |
| 83               | Dominika Włodarczyk (POL) (route) | 6e               |
| 84               | Beatrice Caudera (ITA)            | 97e              |
| 85               | Erica Magnaldi (ITA)              | 18e              |
| 86               | Safia Al Sayegh (UAE) (route)     | AB               |

| Uno-X Mobility UXM | Uno-X Mobility UXM              | Uno-X Mobility UXM |
| ------------------ | ------------------------------- | ------------------ |
| Num                | Coureuse                        | Pos                |
| 91                 | Anouska Koster (NED)            | 16e                |
| 92                 | Elinor Barker (GBR)             | 37e                |
| 93                 | Katrine Aalerud (NOR)           | NP                 |
| 94                 | Maria Giulia Confalonieri (ITA) | 4e                 |
| 95                 | Rebecca Koerner (DEN) (route)   | 82e                |
| 96                 | Anniina Ahtosalo (FIN) (route)  | 21e                |

| Maxx-Solar Rose Women Racing ___ | Maxx-Solar Rose Women Racing ___ | Maxx-Solar Rose Women Racing ___ |
| -------------------------------- | -------------------------------- | -------------------------------- |
| Num                              | Coureuse                         | Pos                              |
| 101                              | Helena Bieber (GER)              | 47e                              |
| 102                              | Lea Fuchs (SUI)                  | NP                               |
| 103                              | Lydia Wegemund (GER)             | 65e                              |
| 104                              | Lisa Kromm (GER)                 | AB                               |
| 105                              | Selma Lantzsch (GER)             | 72e                              |

| LKT Team LKT | LKT Team LKT               | LKT Team LKT |
| ------------ | -------------------------- | ------------ |
| Num          | Coureuse                   | Pos          |
| 111          | Pia Grünewald (GER)        | 69e          |
| 112          | Karoline Goldschmidt (GER) | 66e          |
| 113          | Hanna Dopjans (GER)        | 89e          |
| 114          | Olivia Schoppe (GER)       | 90e          |
| 115          | Victoria Stelling (GER)    | AB           |

| Team Coop-Repsol HPU | Team Coop-Repsol HPU          | Team Coop-Repsol HPU |
| -------------------- | ----------------------------- | -------------------- |
| Num                  | Coureuse                      | Pos                  |
| 121                  | April Tacey (GBR)             | 83e                  |
| 122                  | India Grangier (FRA)          | 23e                  |
| 123                  | Sigrid Ytterhus Haugset (NOR) | 27e                  |
| 124                  | Camilla Rånes Bye (NOR)       | 64e                  |
| 125                  | Stina Kagevi (SWE)            | 44e                  |
| 126                  | Magdalene Lind (NOR)          | 55e                  |

| Bepink-Bongioanni BPK | Bepink-Bongioanni BPK       | Bepink-Bongioanni BPK |
| --------------------- | --------------------------- | --------------------- |
| Num                   | Coureuse                    | Pos                   |
| 131                   | Monica Trinca Colonel (ITA) | 33e                   |
| 132                   | Beatrice Pozzobon (ITA)     | 62e                   |
| 133                   | Vittoria Grassi (ITA)       | 58e                   |
| 134                   | Carmela Cipriani (ITA)      | 57e                   |
| 135                   | Linda Ferrari (ITA)         | 77e                   |
| 136                   | Martina Testa (ITA)         | 59e                   |

| Hess Cycling Team HCT | Hess Cycling Team HCT         | Hess Cycling Team HCT |
| --------------------- | ----------------------------- | --------------------- |
| Num                   | Coureuse                      | Pos                   |
| 141                   | Sara Casasola (ITA)           | 63e                   |
| 142                   | Nicole Frain (AUS)            | 73e                   |
| 143                   | Grace Lister (GBR)            | 35e                   |
| 144                   | Alice McWilliam (GBR)         | 61e                   |
| 145                   | Laura Süßemilch (GER)         | 70e                   |
| 146                   | Marjolein van 't Geloof (NED) | 93e                   |

| Team Komugi-Grand Est GEK | Team Komugi-Grand Est GEK | Team Komugi-Grand Est GEK |
| ------------------------- | ------------------------- | ------------------------- |
| Num                       | Coureuse                  | Pos                       |
| 151                       | Anabel Yapura (ARG)       | 87e                       |
| 152                       | Eliška Kvasničková (CZE)  | 76e                       |
| 153                       | Eyeru Tesfoam Gebru (ETH) | 71e                       |
| 154                       | Victoire Joncheray (FRA)  | 60e                       |
| 155                       | Ségolène Thomas (FRA)     | 78e                       |
| 156                       | Charlotte Allard (FRA)    | 84e                       |

| VolkerWessels VWT | VolkerWessels VWT           | VolkerWessels VWT |
| ----------------- | --------------------------- | ----------------- |
| Num               | Coureuse                    | Pos               |
| 161               | Marieke Meert (BEL)         | AB                |
| 162               | Anne Knijnenburg (NED)      | 19e               |
| 163               | Laura Molenaar (NED)        | 28e               |
| 164               | Margot Vanpachtenbeke (BEL) | 8e                |
| 165               | Eline Jansen (NED)          | 10e               |
| 166               | Anneke Dijkstra (NED)       | 51e               |

| Wheel Divas ___ | Wheel Divas ___        | Wheel Divas ___ |
| --------------- | ---------------------- | --------------- |
| Num             | Coureuse               | Pos             |
| 181             | Sarah Bärnthaler (AUT) | AB              |
| 182             | Aline Barre (GER)      | AB              |
| 183             | Inka Tulowitzki (GER)  | 74e             |
| 184             | Lara Röhrich (GER)     | AB              |
| 185             | Fenja Gerpott (GER)    | 81e             |

| Team Stuttgart (Women) ___ | Team Stuttgart (Women) ___ | Team Stuttgart (Women) ___ |
| -------------------------- | -------------------------- | -------------------------- |
| Num                        | Coureuse                   | Pos                        |
| 191                        | Elisabeth Brandau (GER)    | 96e                        |
| 192                        | Janine Schneider (GER)     | 92e                        |
| 193                        | Sandra Geyer (GER)         | 94e                        |
| 194                        | Annika Schelb (GER)        | 95e                        |
| 195                        | Amelie Zimmermann (GER)    | 88e                        |
| 196                        | Noemi Berliner (GER)       | 85e                        |